# Руцька Ганна Семенівна
Ганна Семенівна Руцька (18 грудня 1913, село Мшанець, тепер Тернопільського району Тернопільської області — 3 липня 1988, село Мшанець Теребовлянського, тепер Тернопільського району Тернопільської області) — українська радянська діячка, новатор сільськогосподарського виробництва, ланкова, голова колгоспу імені Хрущова села Мшанець Буданівського району Тернопільської області. Депутат Верховної Ради УРСР 3—4-го скликань (1951—1959).

## Біографія
Народилася у бідній селянській родині. Наймитувала, працювала у сільському господарстві.
З 1948 року — колгоспниця, а з 1949 року — ланкова колгоспу імені Молотова села Мшанець Буданівського району Тернопільської області. Ланка Руцької відзначалася високими урожаями кок-сагизу.
У 1955 році закінчила сільськогосподарську трирічну школу.
З 1955 року — голова правління колгоспу імені Хрущова села Мшанець Буданівського району Тернопільської області.
Потім — на пенсії у селі Мшанець Теребовлянського району Тернопільської області.